# Adam Musiał
Adam Musiał (* 18. Dezember 1948 in Wieliczka; † 18. November 2020  in Krakau) war ein polnischer Fußballspieler und -trainer.
Der Abwehrspieler Adam Musiał spielte den größten Teil seiner Karriere bei Wisła Krakau, bevor er 1978 zum Ligakonkurrenten Arka Gdynia wechselte. 1980 wechselte er nach England zum damaligen Zweitligisten Hereford United. Von 1985 bis 1987 ließ er seine Karriere in den USA ausklingen. Er brachte es insgesamt auf 34 Länderspiele für Polen.
Im Jahr 1989 wurde Musiał Assistenztrainer bei Wisła Krakau, einige Monate später wurde er zum Cheftrainer befördert. Er betreute die Mannschaft drei Spielzeiten in der ersten polnischen Liga, ehe er im März 1992 entlassen wurde. Im Sommer 1992 übernahm er Lechia Gdańsk in der zweiten Liga, verließ den Klub nach der Saison 1992/93 aber wieder. Im September 1993 übernahm er Erstligist Stal Stalowa Wola, den er in der Spielzeit 1993/94 zum Klassenerhalt führte. Am Ende der Saison 1994/95 wurde das Ziel verpasst und seine Mannschaft musste absteigen. Musiał war einige Monate ohne Klub, ehe er im Herbst 1995 bei GKS Katowice anheuerte. Nach einem halben Jahr trennten sich die Wege wieder. Es war seine letzte Station als Cheftrainer.

## Erfolge
- Polnischer Meister (1978)
- Polnischer Pokalsieger (1979)
- WM-Dritter (1974)